# Bergbeckasin
Bergbeckasin (Gallinago solitaria) är en asiatisk beckasin i familjen snäppor inom ordningen vadarfåglar.

## Utseende
Bergbeckasinen är en stor beckasin, 29-31 centimeter lång med satt kropp och korta ben. Den är likt andra beckasiner kryptiskt tecknad i brunt och vitt, med tydliga vita linjer på ryggen. Från likstora skogsbeckasinen (G. nemoricola) skiljer den sig genom att ha kallare färger och vara mindre kraftigt tecknad, även huvudet. Mantel och skapularer är rostbandade snarare än svarta med smala vita linjer, inte breda gulbruna. Ben och fötter är gulaktiga, inte gröna, och vingarna är längre och smalare.

## Läten
Bergbeckasinens läten liknar enkelbeckasinens. Ljudet från de vibrerande yttre stjärtpennorna under spelflykten beskrivs som möjligen något gällare och lätet vid uppflog är grövre och ljudligare.

## Utbredning och systematik
Bergbeckasinen häckar som namnet avslöjar i bergsområden på höjder mellan 1 500 och 4 500 meter, från södra Ryssland till Mongoliet. Den är delvis en flyttfågel. Främst genomför den årliga förflyttningar i höjdled, och vintertid förekommer den så långt ned som på cirka 900 meter över havet. Vissa populationer genomför längre förflyttningar och arten övervintrar bland annat i Sydostasien och i Japan. Den delas in i två underarter med följande utbredning:
- Gallinago solitaria solitaria – häckar i Centralasien, övervintrar i södra Asien
- Gallinago solitaria japonica – nordöstra Kina till Kamtjatkahalvön, övervintrar i Korea, Japan och östra Kina

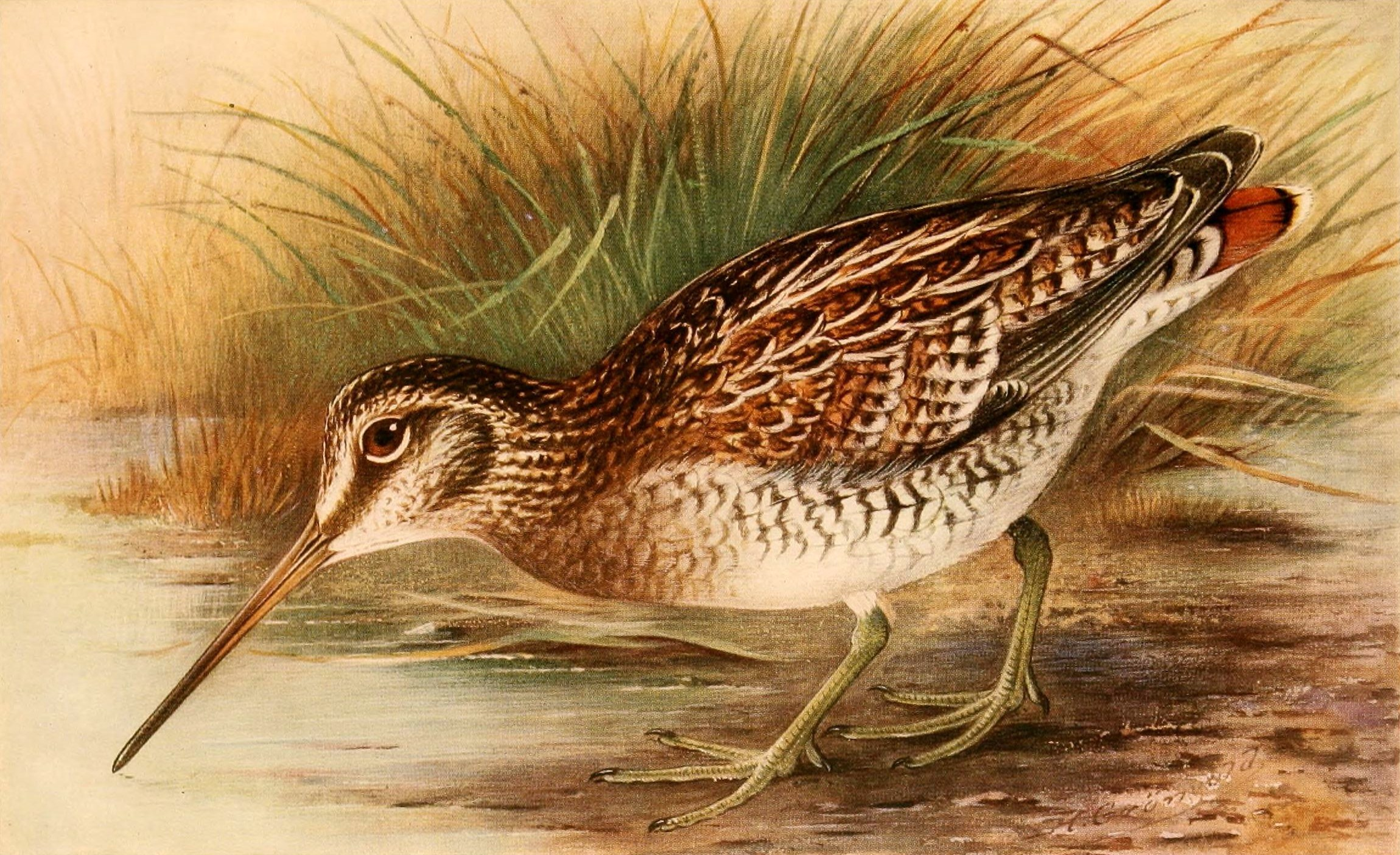

I västra Palearktis har arten påträffats tillfälligt i Saudiarabien. Den förekom tidigare under flyttningen och vintertid även i Iran, men inga bekräftade fynd finns sedan 1956.

## Levnadssätt
Fågeln häckar i bergsbelägna våtmarker och floddalar. Den bygger sitt tallriksformade bo av torrt gräs och placear det i en tät gräs- eller sävtuva. Arten födosöker genom att pressa ner sin långa näbb i gyttjan på jakt efter ryggradslösa djur, frön och växtdelar. Det går att komma den nära, men om den blir skrämd trycker den, kamouflerad av sin fjäderdräkt. Om bergbeckasinen till slut tar till vingarna flyger den kort och tungt för att snart åter landa i våtmarken..

## Status
Bergbeckasinen häckar över ett mycket stort område och den globala populationen uppskattas till mellan 11 000–110 000 individer. Utvecklingstrenden bedöms som stabil så arten anses inte hotad av internationella naturvårdsunionen IUCN, som placerar den i kategorin livskraftig.

## Namn
Arten har på svenska även kallats bergsbeckasin, med ett foge-s.